# Химия атмосферы
Химия атмосферы — раздел науки об атмосфере, который исследует химию атмосферы Земли и других планет. Это междисциплинарная область исследований, опирающаяся на химию окружающей среды, физику, метеорологию, компьютерное моделирование, океанографию, геологию, вулканологию и на другие дисциплины. Исследования всё больше связаны с другими областями науки, такими, как климатология.
Состав и химия атмосферы важны по нескольким причинам, но в первую очередь из-за взаимодействия атмосферы с живыми организмами. Состав земной атмосферы изменяется в результате естественных процессов, таких, как вулканические выбросы, молнии и бомбардирование частицами с солнечной короны. Она также изменяется под воздействием человеческой деятельности, и некоторые из этих изменений вредны для человеческого здоровья, растительных культур и экосистем. Примерами проблем, исследуемых химией атмосферы, являются кислотные дожди, разрушение озонового слоя, фотохимический смог, парниковые газы и глобальное потепление. Химики, изучающие атмосферу, пытаются понять причины этих проблем, и, получив о них теоретическое представление, пробуют возможные средства их решения, а также оценивают последствия изменений в правительственной политике.

## Состав атмосферы
| Средний состав сухого воздуха (мольная доля) | Средний состав сухого воздуха (мольная доля)          |                                                       |
| -------------------------------------------- | ----------------------------------------------------- | ----------------------------------------------------- |
| Газ                                          | согласно NASA                                         |                                                       |
| Азот, N2                                     | 78.084 %                                              |                                                       |
| Кислород, O2                                 | 20.946 %                                              |                                                       |
| Аргон, Ar                                    | 0.934 %                                               |                                                       |
| Малые составляющие (мольная доля в мд)       |                                                       |                                                       |
| Углекислый газ, CO2                          | 383                                                   |                                                       |
| Неон, Ne                                     | 18.18                                                 |                                                       |
| Гелий, He                                    | 5.24                                                  |                                                       |
| Метан, CH4                                   | 1.7                                                   |                                                       |
| Криптон, Kr                                  | 1.14                                                  |                                                       |
| Водород, H2                                  | 0.55                                                  |                                                       |
| Вода                                         |                                                       |                                                       |
| Водяной пар                                  | Сильно варьируется; как правило, составляет около 1 % | Сильно варьируется; как правило, составляет около 1 % |

Примечание: концентрации углекислого газа и метана варьируются в зависимости времени года и местонахождения. Средняя молекулярная масса воздуха равна 28,97 г/моль.

## История
Ещё древние греки рассматривали воздух в числе четырёх основных элементов, однако первые научные исследования состава атмосферы начались в XVIII веке. Такие химики, как Джозеф Пристли, Антуан Лавуазье и Генри Кавендиш сделали первые измерения состава атмосферы.
В конце XIX, начале XX веков интерес сдвинулся в сторону следов составляющих, содержащихся в очень маленьких концентрациях. В частности, важным открытием в химии атмосферы было обнаружение озона Кристианом Фридрихом Шёнбейном в 1840 году.
В XX веке химия атмосферы продвинулась от изучения состава атмосферы к рассмотрению изменения концентрации небольших по объёму газов (менее 1 % объёма воздуха) с течением времени и химических процессов, которые создают и уничтожают составляющие воздуха. Двумя особенно важными примерами таких исследований были объяснение Сидни Чепменом и Гордоном Добсоном того, как образуется и сохраняется озоновый слой и объяснение фотохимического смога Арье Жаном Хагеном-Смитом. Дальнейшие исследования вопросов, связанных с озоном, привели к получению Нобелевской Премии по химии в 1995 году Паулем Крутценом, Марио Молином и Фрэнком Шервудом Роуландом за работы по роли газообразных галогеноалканов в истощении озонового слоя Земли.
В XXI веке внимание снова смещается. Химия атмосферы всё больше изучается как одна из наук о Земле. Вместо концентрирования на отдельной химии атмосферы, внимание сейчас сосредоточено на рассмотрении её как части единой системы, состоящей из атмосферы, биосферы и геосферы. Наиболее важным двигателем в этом направлении является связь между химией и климатом, например влияние климата на восстановление озоновых дыр и наоборот. Кроме того, изучается взаимодействие состава атмосферы с океаническими и наземными экосистемами.

## Методика
Наблюдение, лабораторные измерения и моделирование являются тремя центральными элементами в химии атмосферы. Прогресс в этой области химии часто приводится в действие взаимодействием между этими компонентами и они формируют общее целое. Например, наблюдения могут рассказать нам, что существует больше химических веществ, чем раньше представлялось возможным. Это приведёт к новым лабораторным измерениям и моделированию, что увеличит наше научное понимание до той точки, в которой наблюдения смогут быть объяснены.

### Наблюдение
Наблюдения химии атмосферы являются неотъемлемой частью нашего понимания. Плановые наблюдения химического состава говорят нам об изменениях в составе воздуха с течением времени. Одним из важных примеров служит график Килинга — серия измерений с 1958 года до сегодняшнего дня, которая показывает постоянный рост концентрации углекислого газа. Наблюдения за химией атмосферы проводятся в обсерваториях, например на Мауна-Лоа, а также на передвигающихся платформах, таких, как авиация (например, Учреждение Авиационных Атмосферных Измерений в Соединённом Королевстве), судна и аэростаты. Наблюдения за составом атмосферы с возрастающей частотой проводятся спутниками со специальными инструментами, такими, как GOME и MOPITT, которые дают картину мирового загрязнения и химии воздуха. Наземные наблюдения имеют преимущество, заключающееся в том, что они предоставляют долгосрочные результаты с высоким временным разрешением, но пространство, в котором они могут проводиться, ограничены вертикально и горизонтально. Некоторые наземные инструменты, такие, как Лидар, могут предоставлять информацию о концентрации химических соединений и аэрозолей, но, тем не менее, область их покрытия ограничена горизонтально. Многие наблюдения доступны в интернете в Базах данных Наблюдений Химии Атмосферы.

### Лабораторные измерения
Измерения, сделанные в лаборатории, важны для нашего понимания источников загрязнителей и природных соединений. Лабораторные исследования рассказывают нам, какие газы и насколько быстро реагируют друг с другом. Измерения включают в себя реакции в газообразной форме, на поверхности и в воде. Также крайне важна фотохимия, которая считает, как часто молекулы разрушаются солнечным светом и какие продукты образуются в результате этого. Кроме того, важны термодинамические данные, например коэффициенты Закона Генри.

### Моделирование
Для того, чтобы создать и проверить теоретическое понимание химии атмосферы используется компьютерное моделирование. Численные модели решают дифференциальные уравнения, описывающие концентрацию химических веществ в атмосфере. Они могут быть как очень простыми, так и очень сложными. Одним из распространенных компромиссов в численных моделях является компромисс между смоделированным числом химических веществ и реакций, произошедших с ними, с одной стороны, и представлением о перемещении и смешивании веществ в атмосфере, с другой. Например, двухмерное моделирование может включать в себя сотни и даже тысячи химических реакций, однако давать очень скудное представление о смешиваний веществ в атмосфере. Напротив, трёхмерные модели дают представление о многих физических процессах в атмосфере, но из-за ограниченности компьютерных ресурсов будут включать в себя значительно меньшее количество химических реакций и веществ. Модели могут быть использованы для интерпретации наблюдений, проверки понимания химических реакций и предсказания концентрации химических веществ в атмосфере в будущем. Важным течением сегодня является становление модулей химии атмосферы частью моделей Земной системы, в которых могут быть исследованы связи между климатом, составом атмосферы и биосферой.
Некоторые модели построены с помощью автоматических генераторов кода (например. Autochem и KPP). При таком подходе выбирается набор составляющих и затем автоматический генератор кода выбирает реакции с этими составляющими из набор баз данных реакций. После выбора реакций могут быть автоматически построены обыкновенные дифференциальные уравнения, описывающие время их развития.